# 上方落語の会
『上方落語の会』（かみがたらくごのかい）は、NHK大阪放送局主催で定期的に開催される上方落語の寄席公演会（ホール落語会）。および2011年4月より随時NHK総合テレビジョン（近畿地方向け）で放送される落語番組である。

## 概要
「NHK上方落語の会」は、NHK大阪放送局が上方落語の魅力をより多くの市民に楽しんでもらえるようにという趣旨の下、1961年から開始され半世紀以上にわたり古今東西の上方落語家の名演を繰り広げてきた。NHK大阪では随時単発番組で「NHK上方落語の会」の模様をテレビやラジオ番組『上方演芸会』にて中継。2002年1月からは『上方演芸ホール』でも概ね1ヶ月に2回ペースで放送してきた。
この『上方演芸ホール』が2011年3月で発展終了したのに伴い、NHK総合テレビが近畿地方向けに新しくスタートする上方演芸番組「西方笑土」の枠を差し替えて、年15回程度（月1-2回程度）の割りで「上方落語の会」の高座の模様を中継で紹介した。
2012年は放送枠を移転し、年間30回程度（新作のほか、過去のアーカイブもあり）に拡大して放送する。また関西発ラジオ深夜便でも毎月第3週の1時台に上方落語を楽しむのタイトルで全国放送されている。2014年からはオープニングとエンディングにゲスト（基本的に西村由紀江、浜口順子、三倉茉奈のいずれか）を迎え小佐田、噺家とトークを交えながら番組を進行している。

## 放送日時
- NHK総合テレビ 近畿地方向け（2011年4月24日開始）　
  - 2011年度：随時日曜日深夜（月曜未明。特に第4・5週）0:10 - 0:55

なお『西方笑土』のケースと同様、この番組の放送のため、近畿での近畿での「よる★ドラ」、『ドキュメント20min.』・『J-MELO』は遅れ放送（設備点検がある場合後者2番組が休止となる日あり）、『サラリーマンNEO』の再放送は休止となるが、このサラリーマンNEO再放送は同年10月によるtoもっとの枠で集中実施されている。
  - 再放送：随時火曜日（大相撲・高校野球など特番のない週）16:05 - 16:50
  - 2012年度 - 2016年度現在[いつ?]：随時金曜日（大相撲・高校野球など特番のない週が中心・2017年以降は当該時間帯にごごナマ（金曜日のみ13時・14時台は大阪局が担当）放送に伴い11時台に枠移動）15:15 - 16:00
  - 2017年度現在[いつ?]：金曜日（高校野球など特番のない週が中心で、尚且つ国会休会中）11:05 - 11:45

## 進行・案内
- 小佐田定雄（上方演芸作家・上方演芸評論家）番組ではその週に取り上げる高座に関連したゆかりの地を訪ねて、その作品の背景などを解説する。
- くまざわあかね（落語作家）・南沢奈央（女優）